# Cryptomitrium
Cryptomitrium es un género de musgos hepáticas de la familia Aytoniaceae. Comprende 4 especies descritas y de estas, solo 2 aceptadas.

## Taxonomía
El género fue descrito por Austin ex Underw.  y publicado en Bulletin of the Illinois State Laboratory of Natural History 2: 36. 1883.  La especie tipo es: Cryptomitrium tenerum (Hook.) Austin	 

## Especies aceptadas
- Cryptomitrium oreades Perold
- Cryptomitrium tenerum (Hook.) Austin